# Kassebølle Friskole
Kassebølle Friskole er en Grundtvig-Koldsk friskole, som blev grundlagt i 1877 i Kassebølle ved Rudkøbing på Langeland. Det er skolens politik, at der højst skal være 18 elever i klassen. Skolen er i dag Langelands eneste friskole.
Friskolen udgav i 2002 jubilæumsskriftet "Kassebølle Friskole 125 år ung: 1877-2002".

## Oprettelse
Friskolen blev oprettet i 1877 som et resultat af de gudelige vækkelser på Langeland i 1800-tallet, der også førte til oprettelse af en friskole i Ristinge, der siden blev nedlagt.

## Kendte elever
Fagforeningsmanden og politikeren Tonni Hansen, Langelands borgmester fra 2017, boede som barn i Kassebølle og var elev på skolen, hvis grundtvig-koldske friskolepædagogik fik stor betydning for Hansens livssyn. "Vi blev opdraget med, at vores mening talte, og at fællesskabet var vigtigt. At vi skulle tage vare på hinanden... Jeg var selvfølgelig ikke bevidst om, hvor meget det betød dengang … men i dag kan jeg jo se det", fortalte borgmesteren i 2018. Især skolens forstander Karl Bolet fik stor betydning for Hansens udvikling.